# 프랑스의 원자력

1980년대 초반부터 프랑스의 전력 생산은 원자력 발전이 지배적이었으며, 오늘날 그 전력의 상당 부분이 수출된다.

1980년대 중반부터 프랑스의 가장 큰 전력원은 원자력 발전으로, 2019년에는 379.5 TWh를 생산했으며 총 전력 생산량은 537.7 TWh였다. 2018년 원자력 발전 비중은 71.67%로 전 세계에서 가장 높은 비중을 차지했다.
2020년 6월 현재, 프랑스는 총 61,370 MWe의 56개 원자로를 가동 중이며, 1개는 건설 중(1630 MWe), 14개는 폐쇄되었거나 해체 중이다(5,549 MWe). 2022년 5월, 프랑스 전력공사는 12개의 원자로가 스트레스 부식 검사를 위해 폐쇄되었으며, 이로 인해 프랑스 전력공사는 2022년 프랑스 원자력 발전량 추정치를 280-300 TWh로 조정해야 했다. 생산량 감소가 2022년 그룹 EBITDA에 미치는 영향은 −€18.5억 유로로 평가되었다.
프랑스 전력공사 (EDF) – 프랑스의 주요 전력 생산 및 배전 회사 – 는 프랑스의 56개 원자로를 관리한다. 프랑스 전력공사는 프랑스 정부가 전적으로 소유하고 있다.
프랑스에 원자력 발전이 대규모로 도입된 것은 1973년 석유 파동 이후 당시 총리였던 피에르 메스메르의 이름을 딴 메스메르 계획에 따른 것이다. 이는 대량의 전력이 필요할 것이라는 예측에 기반을 두었다. 나중에 돌이켜보니 너무 많은 원자력 발전 용량이 설치되었고, 이는 상대적으로 낮은 생산량 – 부하 추종 발전으로 인한 1988년까지의 낮은 평균 부하율 61%와 높은 전력 수출로 이어졌다. 프랑스는 2017년에 이웃 국가에 38 TWh의 전력을 수출했다. 그러나 프랑스는 2012년 2월처럼 매우 혹독한 날씨로 인해 수요가 공급을 초과하는 경우 여전히 순수 전력 수입국이 되기도 했다. 이때 한파와 프랑스의 전열 난방 의존이 겹쳐 독일에서 대량의 전력을 수입해야 했다.
2023년 12월 현재, 엠버(Ember)와 에너지 연구소(Energy Institute)의 아워 월드 인 데이터를 통해 처리된 데이터에 따르면, 프랑스는 전력의 약 3분의 2를 원자력 발전으로 생산하고 있으며, 이는 전 세계 평균 10% 미만을 훨씬 웃도는 수치이다. 원자력 에너지에 대한 이러한 높은 의존은 프랑스가 이산화탄소 배출량이 세계에서 가장 낮은 국가 중 하나(킬로와트시당 85그램의 CO2)가 되는 것을 가능하게 한다. 전 세계 평균은 438그램이다.

## 역사
프랑스는 1890년대 앙리 베크렐의 자연 방사능 발견으로 시작되어 피에르와 마리 스크워도프스카 퀴리와 같은 유명한 핵 과학자들이 이어온 핵 연구와 오랜 관계를 맺고 있다.
제2차 세계 대전 이전에 프랑스는 주로 졸리오-퀴리 부부의 작업을 통해 핵 연구에 참여했다. 1945년 프랑스 공화국 임시정부 (GPRF)는 프랑스 원자력 및 대체에너지 위원회 (CEA) 정부 기관을 설립했으며, 1942년부터 프랑스 공산당 (PCF) 당원이었던 노벨 화학상 수상자 프레데리크 졸리오퀴리가 고등판무관으로 임명되었다. 그는 냉전과 관련된 정치적 이유로 1950년에 직위에서 해임되었고, 나중에 1955년 러셀-아인슈타인 선언의 11명의 서명자 중 한 명이었다. 프랑스 원자력 및 대체에너지 위원회는 1945년 10월 18일 샤를 드골에 의해 설립되었다. 그 임무는 원자로 설계, 집적 회로 제조, 의료 치료를 위한 방사성 동위 원소 사용, 지진학 및 지진해일 전파, 컴퓨터 시스템의 안전을 포함한 여러 분야에서 기초 및 응용 연구를 수행하는 것이다.
전후 프랑스 제4공화국의 불안정과 재정 부족으로 핵 연구는 한동안 중단되었다.틀:Verification failed 그러나 1950년대에 민간 핵 연구 프로그램이 시작되었고, 그 부산물로 플루토늄이 나왔다. 1956년 원자력 군사 응용을 위한 비밀 위원회가 결성되었고, 운반 수단 개발 프로그램이 시작되었다. 1957년, 수에즈 위기와 소련 및 미국과의 외교적 긴장 직후, 프랑스 대통령 르네 코티는 당시 프랑스령 사하라에 CIEES 시험 시설을 대체할 새로운 핵 시험 시설인 C.S.E.M.을 건설하기로 결정했다. 프랑스와 핵무기를 참조하라.
프랑스의 첫 원자력 발전소는 1956년부터 1960년까지 마르쿨 핵 단지에 건설된 3개의 UNGG 원자로였고, 이어서 1962년부터 아보인에 건설된 시농 원자로였다.

### 메스메르 계획
1973년 석유 파동의 직접적인 결과로, 1974년 3월 6일 피에르 메스메르 총리는 '메스메르 계획'으로 알려진 매우 야심찬 원자력 발전 프로그램을 발표했는데, 이는 프랑스 전력의 대부분을 원자력으로 생산하는 것을 목표로 했다. 석유 파동 당시 프랑스 전력의 대부분은 외국산 석유에서 나왔다. 원자력 발전은 프랑스가 중공업 분야의 강점을 활용하여 자체 에너지 자원 부족을 보완할 수 있도록 했다. 상황은 "프랑스에는 석유가 없지만 아이디어는 있다"는 슬로건으로 요약되었다.
메스메르 계획 발표는 대중이나 의회의 논의 없이 이루어졌다. 정부의 조치에 대한 우려는 프랑스 과학계 전반에 퍼졌다. 이 계획에 대해 정치적 영역 밖에서의 협의가 부족하여 Groupement des scientifiques pour l'information sur l'énergie nucléaire (원자력 정보 과학자 협회)가 결성되었다. 4,000명의 과학자들이 서명에 참여했으며, 처음 400명의 과학자들이 서명하여 '400인의 청원'으로 알려지게 되었다.
메스메르 계획이 대중이나 의회 논의 없이 제정된 이유는 프랑스 정부에서 고도 기술적이고 전략적으로 중요한 결정에 대해 그러한 전통이 없었으며, 의회는 대중이 그러한 수단을 가지고 있지 않은 것처럼 그러한 과학적, 전략적 결정을 다룰 충분한 기술적 수단을 가진 과학 위원회가 없었기 때문이다. 프랑스에는 주요 기술 프로그램의 평가를 허용하는 공공 조사 절차가 없다. 이 계획은 1985년까지 약 80개, 2000년까지 총 170개의 원자력 발전소 건설을 예상했다. 트리카스탱, 그라벨린, 담피에르에 첫 세 발전소 건설은 같은 해에 시작되었고 프랑스는 다음 15년 동안 56개의 원자로를 설치했다.
그러나 1980년대 중반이 되면서 메스메르 계획이 너무 야심찼음이 분명해졌다. 원자력 발전소는 최대 출력으로 가동될 때 최적의 경제적 가치를 달성하지만, 예상된 수요가 실현되지 않았다. 1988년까지 프랑스의 원자력 발전소는 용량 계수가 약 60%에 불과했지만, 원자력 발전에 그다지 많이 투자하지 않은 다른 나라들은 80~90%에 가까웠다. 그럼에도 불구하고 전력 생산에서 수입 화석 연료를 대체하는 목표는 대부분 달성되었다(프랑스는 현재 전력 생산에 미미한 양의 석유만을 사용하며, 마지막 두 석탄 발전소인 코르데메 발전소와 생타볼드 발전소는 플라망빌 원자력 발전소의 1600 MW 순 전기 EPR이 가동되면 폐쇄될 예정이다).

### 2011~2022년 개발
2011년 후쿠시마 제1 원자력 발전소 사고 이후, 프랑스 핵안전청장은 자연 재해 발생 시 재앙을 피하기 위해 모든 원자로의 필수 기능을 보호하는 조치를 강화해야 하지만, 어떤 발전소도 폐쇄할 필요는 없다고 말했다. 핵방사선방호원(IRSN)의 자크 르퓌사르 소장은 "냉각 기능과 전력 공급과 같이 원자로 보호에 필수적인 안전 메커니즘을 보호하기 위한 추가적인 조치가 필요하다"고 말했다. 여론조사에 따르면 후쿠시마 이후 원자력 에너지에 대한 지지도가 하락했다. 11월 13일 발표된 Ifop 여론조사에 따르면 프랑스인의 40%가 원자력 에너지에 대해 '망설이고' 있으며, 3분의 1은 찬성하고 17%는 반대했다.
2012년 2월, 사르코지 대통령은 프랑스 회계 감사원의 결정에 따라 기존 원자로의 수명을 40년 이상으로 연장하기로 결정했다. 이는 신규 원자력 용량이나 다른 형태의 에너지가 더 비싸고 너무 늦게 이용 가능하기 때문에 최선의 선택이 될 것이라는 판단에 따른 것이었다. 10년 이내에 58개 원자로 중 22개가 40년 이상 가동될 것이다. 법원은 후쿠시마 사고 이후 안전 개선을 포함한 기존 발전소에 대한 프랑스 전력공사(EDF)의 예상 투자 프로그램이 발전 비용을 9.5%에서 14.5% 증가시켜 비용을 37.9유로/MWh에서 54.2 유로/MWh 사이로 만들 것으로 예상했다. 플라망빌 유럽형 가압수형 원자로 (EPR)의 새로운 발전 비용은 건설 결과에 따라 최소 70-90 유로/MWh 범위에 있을 것으로 추정된다. 파리 도핀 대학교의 학자들은 2020년까지 국내 전기 요금이 약 30% 상승할 것으로 예측했다.
프랑수아 올랑드가 2012년 대통령 선거에서 승리한 후, 프랑스에서 부분적인 원자력 단계적 폐지가 있을 수 있다고 여겨졌다. 이는 선거를 앞두고 니콜라 사르코지 대통령이 원자력 발전을 지지하고 프랑수아 올랑드가 2025년까지 원자력 발전의 전력 기여도를 3분의 1 이상 줄일 것을 제안하면서 전국적인 논쟁이 벌어진 결과였다. 올랑드는 적어도 2017년까지 페스앙임 원자력 발전소의 폐쇄를 명령할 것이 확실해 보였다. 페스앙임 원자력 발전소는 지진 활동과 홍수에 대한 우려로 인해 지속적인 폐쇄 캠페인이 진행되었다.
프랑스 정부의 EPR 시장화 노력은 비용 초과, 지연, 그리고 더 간단하고 저렴한 원자로를 제공하는 대한민국과 같은 다른 국가들과의 경쟁으로 인해 방해를 받았다.

2020년 프랑스 원자로의 상업 운전 시작 시점 대비 연령

2015년 프랑스 국회는 2025년까지 프랑스 에너지의 50%만이 원자력 발전소에서 생산될 것이라고 투표했다. 환경부 장관 니콜라 윌로는 2017년 11월에 이 목표가 비현실적이며, 감소 시기를 2030년 또는 2035년으로 연기한다고 언급했다.
2016년, 플라망빌 원자력 발전소에서 발견된 문제 이후, 1965년 이후 르 크뢰조 단조공장에서 제조된 약 400개의 대형 강철 단조품에서 탄소 함량 불규칙성으로 인해 강철이 약화된 것이 발견되었다. 원자로 점검 프로그램이 광범위하게 시작되었으며, 2017년 겨울 전력 수요가 높은 기간까지 점진적인 원자로 폐쇄 프로그램이 계속되었다. 이로 인해 프랑스는 공급을 늘리기 위해 특히 독일로부터 전력 수입을 늘렸고, 유럽 전력 가격이 상승했다. 2016년 10월 말 현재, 프랑스 58개 원자로 중 20개가 가동 중단되었다. 이러한 강철 품질 문제로 인해 많은 원자로에 대해 에너지 계획자들이 예상했던 40년에서 50년으로의 수명 연장이 규제 당국에 의해 승인되지 않을 수 있다. 2016년 12월, 월 스트리트 저널은 이 문제를 "수십 년간의 제조 문제 은폐"로 규정했으며, 아레바 경영진은 르 크뢰조가 문서를 위조했다고 인정했다. 르 크뢰조 단조공장은 공정 제어, 품질 관리 시스템, 조직 및 안전 문화 개선 작업이 이루어지는 동안 2015년 12월부터 2018년 1월까지 가동이 중단되었다.
2018년 11월, 마크롱 대통령은 원자력 발전량 50% 감축 목표를 2035년으로 연기할 것이며, 이는 14개의 900 MWe 원자로 폐쇄를 포함할 것이라고 발표했다. 페스앙임의 가장 오래된 원자로 1호기와 2호기는 2020년에 폐쇄되었다. 프랑스 전력공사는 원자로 수명을 50년으로 연장하기 위한 투자 프로그램인 그랑 카르나주를 2025년까지 대부분 완료할 계획이다.
2020년, 에너지 장관 엘리자베트 보른은 정부가 플라망빌 3호기가 2022년 이후 가동을 시작할 때까지 새로운 원자로 건설에 대한 결정을 내리지 않을 것이라고 발표했다. 2021년 10월, 마크롱은 프랑스가 소형모듈원자로와 그린 수소를 사용하여 저탄소 에너지 생산의 선두 주자가 될 계획을 발표했다. 2021년 10월, 프랑스 전력망 운영사 RTE는 2050년까지 프랑스가 50GW의 저탄소 원자력 발전을 유지하기 위해 6개의 새로운 EPR 원자로 건설을 계획하고 있다. 이는 2050년까지 탄소 중립을 달성하기 위한 가장 빠르고 확실한 경로로 묘사되었다.
2022년 1월, 베랑제르 아바 환경 차관은 2035년에서 2037년 사이에 가동될 새로운 원자력 EPR 2호기 건설 계획이 2023년경 제출될 것이라고 말했다. 이 결정은 2021년 세계 에너지 위기의 영향으로 가속화되었다. 2022년 2월, 마크롱은 이 계획에 14개의 새로운 대형 원자로 건설과 안전하고 적합하다고 판단되는 기존 원자로의 수명을 50년 이상으로 연장하는 것이 포함된다고 덧붙였다.
2022년 9월 3일, 2022년 러시아의 우크라이나 침공으로 인한 에너지 불확실성 속에서 아녜스 파니에-루나셰 에너지 전환 장관은 프랑스 전력공사가 다가오는 겨울에 모든 원자로를 재가동하기 위해 노력하고 있다고 발표했다.
2023년, 중국 방문 중 프랑스는 중국과 원자력 협력 협정을 갱신했으며, 프랑스 전력공사(EDF)는 2007년에 체결한 중국광핵집단과의 파트너십 계약을 갱신했다. 이 계약에는 원자력 발전소의 개발, 건설 및 운영이 포함된다.

### 2021년 말 이후의 위기
2021년 여름 정기 유지보수 이후, 일부 발전소는 2021년 말까지 재가동되지 않았다. 10월, 시보 원자력 발전소의 응력 부식 균열로 인해 두 블록 모두 장기 수리를 위해 폐쇄하기로 결정했다. 2021년 12월, 이는 슈즈 원자력 발전소의 두 블록으로 확장되었는데, 이 네 발전소 모두 1990년대 말에 전력망에 연결되어 2000년대 초부터 상업 운전을 시작한 가장 현대적인 N4형 원자로를 사용한다. 2022년 4월 말까지 프랑스 56개 원자로 중 28개가 가동 중단된 것으로 보고되었다. 프랑스의 원자력 에너지 생산량은 1993년 이래 최저 수준으로 떨어졌으며, 2022/2023년 겨울에는 통상 생산량 대비 최소 25% 미달할 것으로 예상된다.
2022년 5월 19일, 프랑스 전력공사(EDF)는 2022년 프랑스 원자력 생산량 추정치를 280~300 TWh로 조정했으며, 점검 및 수리 완료 예상에 따라 2023년 프랑스 원자력 생산량 추정치(300~330 TWh)는 변경되지 않았다. 전반적인 제어 및 수리 프로그램을 고려할 때, 2024년 원자력 발전량에도 영향이 있을 수 있다.
2022년 전력 생산량은 279 TWh였으며, 2023년 6월 현재 2023년 생산량은 여전히 300~330 TWh로 예측된다.
2022년 2월 21일, 스탠더드 앤드 푸어스와 무디스는 프랑스 전력공사의 신용 등급을 원자력 발전소의 기술적 문제를 이유로 하향 조정했다. 2022년 7월 프랑스 정부는 프랑스 전력공사(EDF)를 완전히 국유화할 계획을 발표했다. 수요를 충족하기 위해 프랑스 전력공사는 유럽 시장에서 높은 가격으로 전력을 구매해야 했으며, 2023년 6월까지 추정되는 비용은 €290억에 달했다.
2022년 9월 초 현재, 프랑스 56개 원자로 중 32개가 유지보수 또는 기술적 문제로 인해 가동 중단되었다. 2022년 유럽의 500년 만의 가장 건조한 여름은 발전소 냉각 시스템에 심각한 결과를 초래했는데, 가뭄으로 인해 냉각에 사용할 수 있는 강물이 줄어들었기 때문이다.
2023년 동안 일부 직관 파이프에서 응력 부식 균열이 발견되었다. 이전에는 유체가 굽은 부분을 통과할 때 열 성층화로 인한 추가 응력을 받는 굽은 파이프에서만 발견되었다. 한 균열은 벽 두께 27mm에서 23mm 깊이였다.

## 경영 및 경제
프랑스 전력공사 (EDF) – 프랑스의 주요 전력 생산 및 배전 회사 – 는 프랑스의 원자력 발전소를 관리한다. 2007년 프랑스 전력공사는 프랑스 정부가 대부분 소유하고 있었으며, 정부가 프랑스 전력공사 주식의 약 85%를 보유하고 있었다. 아레바 주식의 78.9%는 프랑스 공공 부문 기업인 CEA가 소유하고 있으므로 공공 소유이다. 프랑스 전력공사는 여전히 부채가 많다. 2008년 시작된 경기 침체로 수익성이 악화되었다. 2009년에는 39억 유로의 수익을 올렸지만, 2010년에는 10억 2천만 유로로 감소했으며, 29억 유로의 충당금을 설정했다. 원자력 산업은 상당한 비용 초과와 폐기물 관리 및 해체를 포함한 총 운영 비용을 충당하지 못했다는 비판을 받아왔다.
2001년, 핵 건설 및 서비스 회사 아레바는 CEA 인더스트리, 프라마톰 및 코게마 (현재 아레바 NC)의 합병으로 탄생했다. 주요 주주는 프랑스 소유 회사인 CEA이지만, 독일 연방 정부는 지멘스를 통해 아레바 NP 주식의 34%를 보유하고 있으며, 아레바 NP는 EPR (3세대 원자로) 건설을 담당한다.
2010년, EU 지침에 따른 에너지 시장의 점진적인 자유화의 일환으로, 프랑스는 Accès régulé à l'électricité nucléaire historique (ARENH) 규정을 승인했다. 이 규정은 제3자 공급업체가 2011년 7월 1일부터 2025년 12월 31일까지 프랑스의 2011년 이전 원자력 발전 용량의 약 4분의 1에 42유로/MWh의 고정 가격으로 접근할 수 있도록 허용했다.

국가 전력 생산량의 백분율로 본 원자력 생산량 기준 국가

2015년 현재, 프랑스의 가구 전기 요금은 세금을 제외하고 유럽 연합 28개 회원국 중 12번째로 저렴하며, 산업 소비자에게는 두 번째로 저렴하다. 원자력 발전을 통한 전력 생산의 실제 비용은 프랑스 전력공사나 프랑스 정부에 의해 공개되지 않지만, 59유로/MWh에서 83유로/MWh 사이로 추정된다.
프랑스 전력공사는 프랑스 북부 플라망빌 발전소의 3세대 원자로 EPR 프로젝트가 "구조적 및 경제적 이유"로 2016년까지 지연될 것이며, 이로 인해 프로젝트 총 비용이 85억 유로에 이를 것이라고 밝혔다. 마찬가지로, 핀란드에 건설될 올킬루오토 원자력 발전소 (EPR)의 비용도 상승했다. 아레바와 관련된 유틸리티는 "비용 초과에 대한 책임 소재를 놓고 격렬한 분쟁 중이며, 현재 유틸리티가 채무 불이행 위험에 처해 있다. 프랑스 전력공사는 정치적 환경으로 인해 EPR 비용이 초과된다면, 2013년까지 설계가 완료될 더 저렴하고 간단한 프랑스-일본 설계인 아트메아 또는 이미 운영 중인 프랑스-중국 설계인 CPR-1000으로 대체될 것이라고 제안했다." 2018년 7월, 프랑스 전력공사는 연료 장전을 2019년 4분기로 추가 연기하고 프로젝트 비용 추정치를 4억 유로(미화 4억 6,710만 달러) 더 늘렸다. 현재 가동은 2020년 2분기 이전에 시작되지 않을 예정이며, 프랑스 전력공사는 현재 프로젝트 비용을 109억 유로(미화 127억 5천만 달러)로 추정하고 있는데, 이는 원래 비용 추정치의 3배이다. 열간 시험은 현재 2018년 말까지 완료될 예정이다.
2015년 7월, 프랑스 전력공사는 아레바 NP의 대다수 지분을 인수하기로 합의했는데, 이는 프랑스 정부의 "글로벌 전략적 파트너십" 구축 지시에 따른 것이었다.
2016년 유럽 연합 집행위원회는 프랑스의 원자력 해체 부채가 심각하게 자금 부족 상태이며, 예상 해체 비용 741억 유로를 충당하기 위한 자금이 230억 유로에 불과하다고 평가했다.
2019년 10월, 프랑스 재무장관 브뤼노 르메르는 2007년 아레바가 시작한 건설이 심하게 지연되고 예산을 거의 4배나 초과한 플라망빌 3호기 EPR 개발에 대한 감사 보고서를 발표했다. 이 보고서는 프로젝트 관리 및 기술 부족이 주된 실패 원인이라고 평가했다. 재무장관은 프랑스 전력공사에 한 달 이내에 프로젝트에 대한 실행 계획을 제출할 것을 요구하며, 이를 "프랑스 전체 원자력 산업의 실패"라고 불렀다.
2020년, 프랑스 정부는 도매 원자력 시장을 변경하여 프랑스 전력공사가 비용을 완전히 충당하고 가격 변동성을 방지할 수 있도록 할 계획을 발표했다. 현재 생산량의 4분의 1에 대해 고정된 42유로/MWh 가격 대신, 도매 원자력 전력에 대한 최저 및 최고 가격 제한이 있는 "가격 회랑"이 정의될 것이며, 이는 제3자 공급업체가 피크 기간 높은 가격을 피하는 데 사용되었다. 42-48유로/MWh의 가격대가 제안되었지만, 가격은 규제 기관인 프랑스 에너지 규제 위원회 (CRE)에 의해 통제될 것이다. 일부는 오래된 원자로를 대체할 새로운 원자력 건설에 자금을 조달하기 위해 더 높은 가격대, 예를 들어 프랑스 전력공사 중앙 노동 위원회의 프랑수아 도스 산토스는 47-53유로/MWh의 가격대를 제안했다.
프랑스 전력공사는 2025년까지 거의 모든 프랑스 원자로의 수명을 40년에서 50년으로 연장하는 494억 유로 규모의 그랑 카르나주 프로그램을 진행하고 있다. 이는 2021년 2월 규제 기관인 ASN에 의해 승인되었다.

## 기술 개요

운영 중인 프랑스 원자력 발전소 지도, 분류별

전체 전력 생산량의 이렇게 큰 비율을 원자력 발전에서 얻는 것은 프랑스만이 가지고 있는 특징이다. 이러한 의존성으로 인해 다른 원자력 발전 프로그램의 표준 설계 및 기능과 필연적으로 몇 가지 차이가 생겼다. 예를 들어, 하루 중 변동하는 수요를 충족시키기 위해 일부 발전소는 첨두부하 발전소로 작동해야 하는 반면, 전 세계 대부분의 원자력 발전소는 기저부하 발전소로 운영되며, 다른 화석 또는 수력 발전소로 수요를 조절한다. 프랑스의 원자력 발전은 부하 추종 발전으로 인해 세계 기준에 비해 낮은 약 77%의 총 용량 계수를 가지고 있다. 발전소 가용성은 최근 몇 년간 감소하여 2020-2021년 운영 기간 동안 평균 약 72%를 기록했다. 이는 다른, 덜 지배적인 원자력 발전소에 비해 상당히 낮은 수치이며, 원자력 발전을 줄이려는 정부 정책의 영향을 받았다.
프랑스의 첫 8개 원자로는 CEA가 개발한 가스 냉각 원자로 형식(UNGG 원자로)이었다. 우라늄 농축 프로그램과 동시에 프랑스 전력공사는 가압수형 원자로(PWR) 기술을 개발했고, 이는 결국 지배적인 유형이 되었다. 브레닐리, 뷔제, 시농, 마르쿨에 위치한 가스 냉각 원자로는 모두 폐쇄되었다.
오늘날 가동 중인 모든 발전소는 PWR이다. 나트륨 냉각 고속 증식로 기술 개발 원자로인 페닉스(Phénix)와 쉬페르페닉스(Superphénix)는 폐쇄되었다. ASTRID 원자로 형태의 보다 진보된 설계에 대한 작업은 2019년 9월에 최종적으로 포기되었다.
PWR 발전소는 모두 웨스팅하우스 일렉트릭 컴퍼니의 초기 설계로부터 프라마톰 (현재 아레바)에 의해 개발되었다. 현재 가동 중인 모든 PWR 발전소는 900 MWe, 1300 MWe, 1450 MWe의 세 가지 설계 변형을 가지고 있다. 이러한 표준 설계 변형을 반복적으로 사용함으로써 프랑스는 세계에서 가장 높은 수준의 원자력 발전소 표준화를 달성했다.

### 900 MWe급 (CP0, CP1 및 CP2 설계)

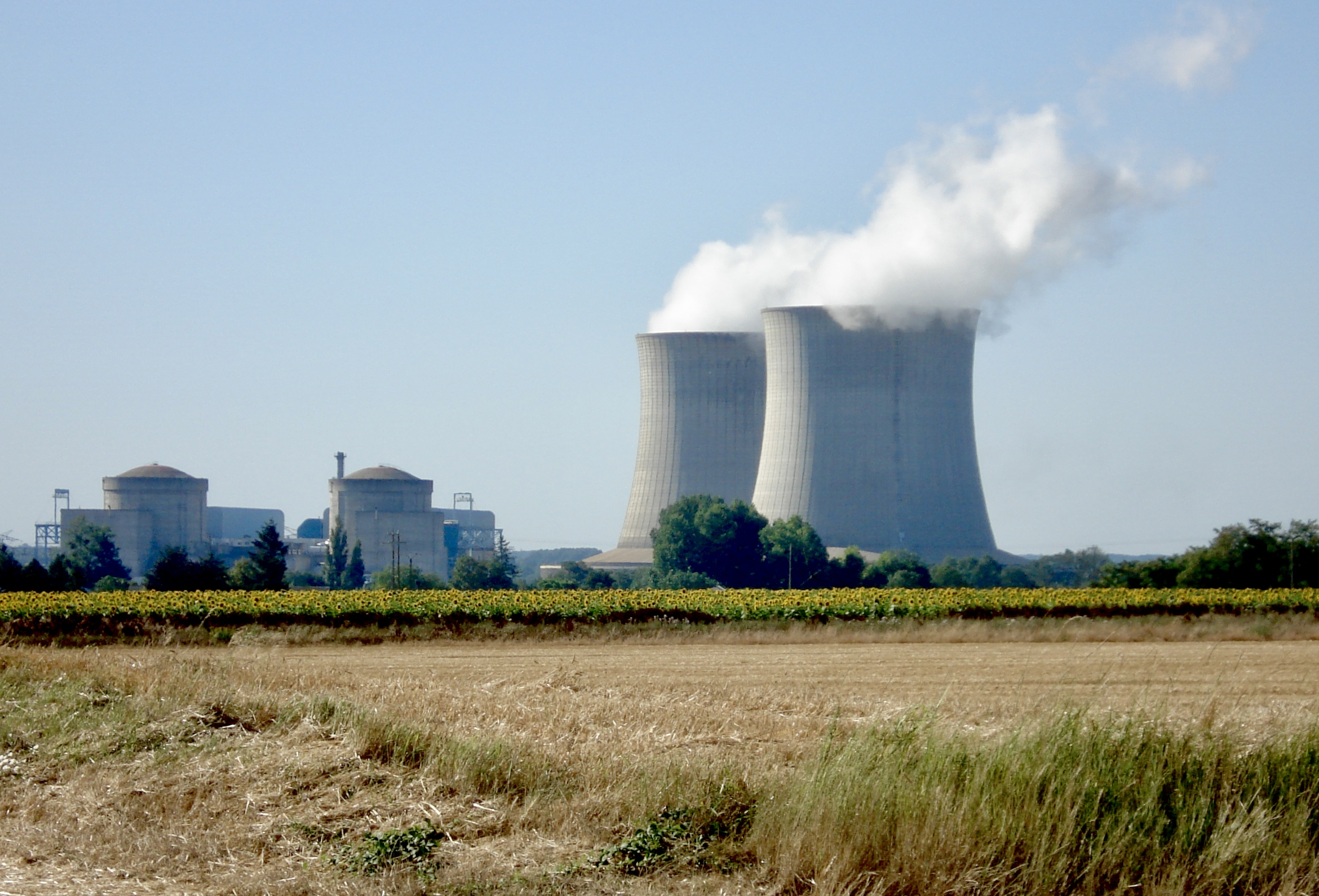
생 로랑 단지, CP2형 900 MWe급 원자로 두 기와 오른쪽에 냉각탑이 보인다.

비버 밸리 원자력 발전소와 이후 노스 애나 원자력 발전소를 기반으로 한 CP 시리즈는 프랑스에 건설된 최초의 웨스팅하우스형 원자로였다. 이들 원자로 중 총 34기가 가동 중이다. 대부분은 1970년대와 1980년대 초반에 건설되었다. 2002년에는 일괄적으로 검토를 거쳐 모두 10년 수명 연장을 승인받았다.
CP0 및 CP1 설계에서는 두 개의 원자로가 동일한 기계 및 제어실을 공유한다. CP2 설계에서는 각 원자로가 자체 기계 및 제어실을 갖는다. 이러한 차이 외에 CP1과 CP2는 동일한 기술을 사용하며, 두 유형은 종종 CPY로 통칭된다. CP0에 비해 이들은 사고 시 격납 용기에 물을 분사할 수 있는 비상 시스템과 강물을 포함하는 회로 사이에 추가 냉각 회로를 가지며, 더 유연한 제어 시스템과 건물 배치에 약간의 차이가 있다.
이 3루프 설계(증기 발생기 3개 및 1차 순환 펌프 3개)는 다음과 같은 여러 다른 국가에도 수출되었다.
- 남아프리카 공화국 - 코에베르그 원자력 발전소에 2기
- 대한민국 - 울진 원자력 발전소에 2기
- 중화인민공화국, M310으로도 지정됨:[88]
  - 다야 베이 원자력 발전소에 2기
  - 링아오 원자력 발전소에 2기
  - 추가 개발을 통해 1000 MW CPR-1000 설계가 탄생했다.

2021년 2월, 원자력 안전 기관은 프랑스 900 MWe 원자로의 설계 수명 40년을 넘어 10년 수명 연장을 조건부로 승인했다. 각 원자로에 대한 특별 검토는 여전히 필요하다.

### 1300 MWe급 (P4 및 P'4 설계)

카테놈 단지에는 4개의 1300 MWe급 원자로가 있다.

프랑스에는 이 설계(증기 발생기 4개, 1차 순환 펌프 4개)의 원자로 20기가 가동 중이다. P4와 P'4 유형은 건물 배치, 특히 연료봉과 회로를 포함하는 구조물에 약간의 차이가 있다.

### 1500 MWe급 (N4 설계)

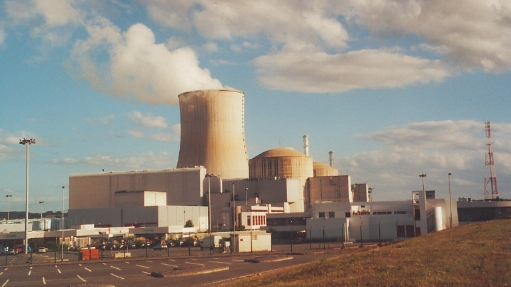
시보 단지에는 현재 가동 중인 최신 설계인 1500 MWe급 원자로 두 기가 있다.

이러한 원자로는 시보와 슈즈 두 곳에만 각각 두 기씩 총 네 기가 있다. 이 원자로들은 1984년에서 1991년 사이에 건설이 시작되었지만, 열 제거 시스템의 열 피로 결함으로 인해 각 N4 발전소의 부품을 재설계하고 교체해야 했기 때문에 2000년에서 2002년 사이에야 비로소 완전한 상업 운전이 시작되었다. 2002년까지 이들 원자로는 1450 MWe에서 1500 MWe로 증설되었다. 2021년에 스테인리스 스틸 안전 시스템 배관에서 심각한 응력 부식 균열이 발견되어, 검사 및 수리를 위해 가동을 중단해야 했다.

### 1650 MWe급 (EPR 설계)
프랑스 원자로의 다음 세대 설계는 EPR이며, 이는 해외 시장을 위해서도 고안되었다. EPR은 원래 신뢰성이 높은 독일의 콘보이 설계와 프랑스의 비교적 "표준화된" 핵 시설 대량 건설 경험의 장점을 통합하기 위한 독일-프랑스 공동 프로젝트로 개발되었다. 이 설계는 독일과 프랑스뿐만 아니라 다양한 수출 시장에서도 건설될 예정이었다. 그러나 독일의 원자력 단계적 폐기로 인해 독일에서의 EPR 건설이 불가능해졌고, 결국 지멘스가 합작 투자 지분을 매각하게 되었다 (아래 참조). EPR 원자로는 중국 타이산에 두 기, 핀란드 올킬루오토에 한 기, 프랑스 플라망빌에 한 기가 가동 중이다. 영국에서는 힝클리 포인트 C에 두 기가 건설 중이며, 사이즈웰 C에 두 기가 계획되어 있다.
2023년 6월, 프랑스 전력공사는 펜리 원자력 발전소에 EPR 2 원자로 두 기를 건설하기 위한 승인 절차를 시작했다고 발표했다. 현장 준비 작업은 2024년 여름에 시작될 것으로 예상하며, 건설은 2027년경 시작될 예정이다.
원자로 설계는 아레바가 N4 원자로 기술을, 독일 회사인 지멘스가 콘보이(Konvoi) 원자로 기술을 기여하여 개발되었다. 고도로 표준화된 발전소와 검증된 기술이라는 프랑스의 접근 방식에 따라, 이 원자로는 보다 전통적인 능동 안전 시스템을 사용하며 AP1000이나 ESBWR과 같은 국제 경쟁자보다 현재의 발전소 설계와 더 유사하다.
2013년 프랑스 전력공사는 EPR 설계를 건설하는 데 겪는 어려움을 인정했다. 2015년 9월, 프랑스 전력공사 최고 경영자 장베르나르 레비는 "신형 모델" EPR (나중에 EPR2로 명명)의 설계를 진행 중이며, 이는 건설이 더 쉽고 저렴하며, 2020년경부터 주문이 가능할 것이라고 밝혔다. EPR2 설계는 EPR의 후쿠시마 이후 안전 조치를 유지하지만, "투룸" 격납 용기와 4번째 안전 트레인으로 인한 원래 EPR 설계의 유지보수 용이성을 건설 단순화 및 낮은 자본 비용과 교환한다. 2016년, 프랑스 전력공사는 노후 원자로를 갱신하기 위해 2030년까지 프랑스에 두 기의 신형 EPR 원자로를 건설할 계획이었다. 그러나 아레바의 재정난과 프랑스 전력공사와의 합병 이후, 프랑스 에너지 장관 니콜라 윌로는 2018년 1월에 "현재 (신형 EPR 건설은) 우선순위도, 계획도 아니다. 지금은 재생에너지를 개발하고 원자력 비중을 줄이는 것이 우선이다"라고 말했다.
2025년 3월, 원자력 정책 협의회는 6개의 EPR2 원자로 건설 비용의 최소 절반을 충당하기 위한 보조금 지급 정부 대출이 제공되어야 한다는 데 동의했다. 차액결제계약은 MWh당 100유로를 넘지 않는 금액으로 나머지 비용을 충당할 것이다. 첫 3개의 이중 EPR2 원자로는 펜리, 그라벨린, 뷔제 부지에 제안되었으며, 2027년에 건설이 시작될 예정이다.

### 냉각

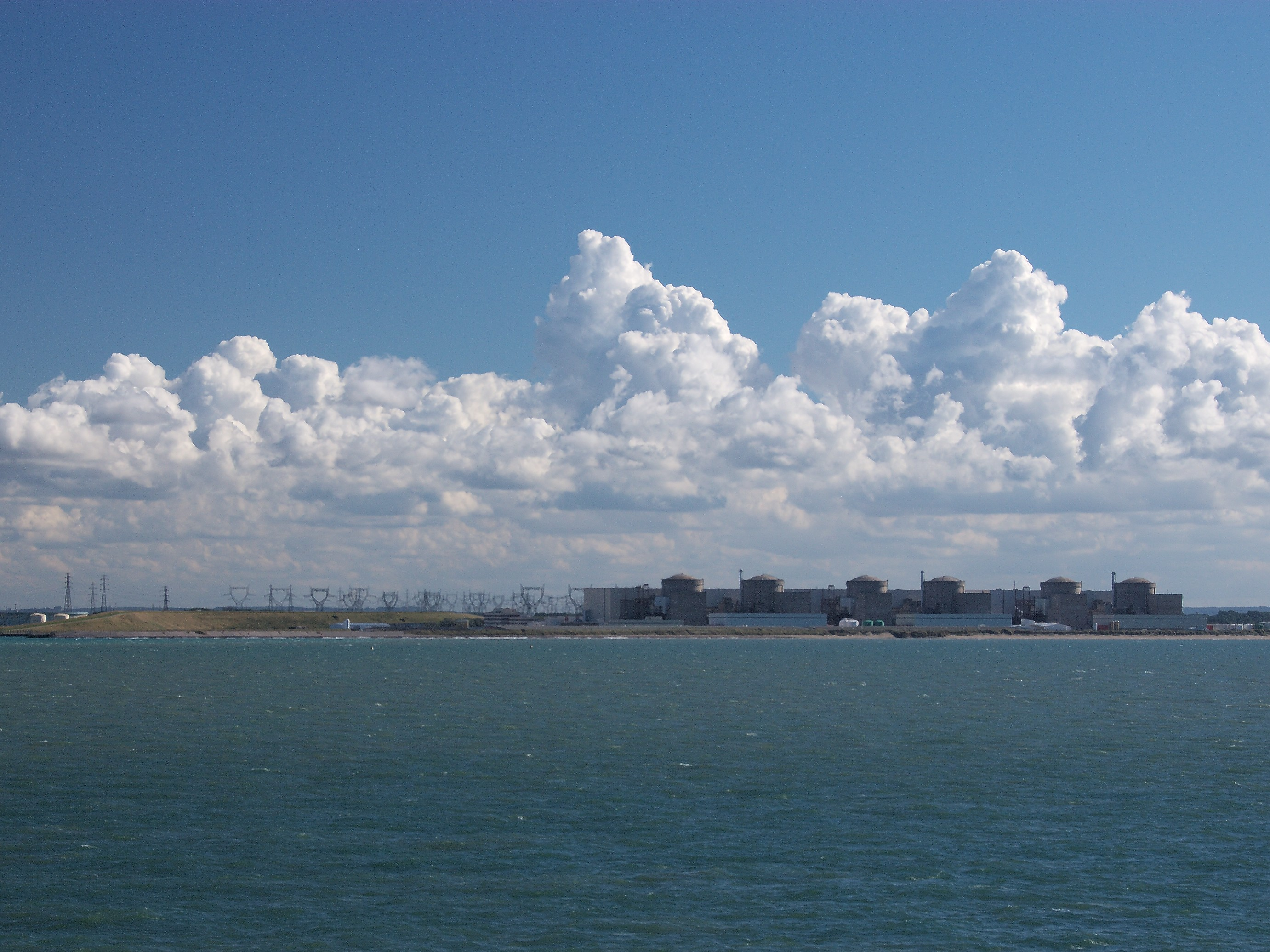
칼레와 됭케르크 사이에 있는 북해 연안의 그라벨린 단지

프랑스에 있는 대부분의 원자력 발전소는 해안에서 떨어져 있으며 강물에서 냉각수를 얻는다. 이 발전소들은 환경에 미치는 영향을 줄이기 위해 냉각탑을 사용한다. 폐열을 운반하는 방출되는 물의 온도는 프랑스 정부에 의해 엄격하게 제한되며, 이는 최근의 폭염 기간 동안 문제가 되었다.
18개의 원자로를 포함하는 5개의 발전소는 해안에 위치하고 있다.
- 그라벨린 원자력 발전소
- 펜리 원자력 발전소
- 팔루엘 원자력 발전소
- 플라망빌 원자력 발전소
- 블라이스 원자력 발전소

이 다섯 곳은 냉각수를 바다에서 직접 얻으므로 폐열을 바다로 직접 방출할 수 있어 약간 더 경제적이다.

### 핵연료 주기

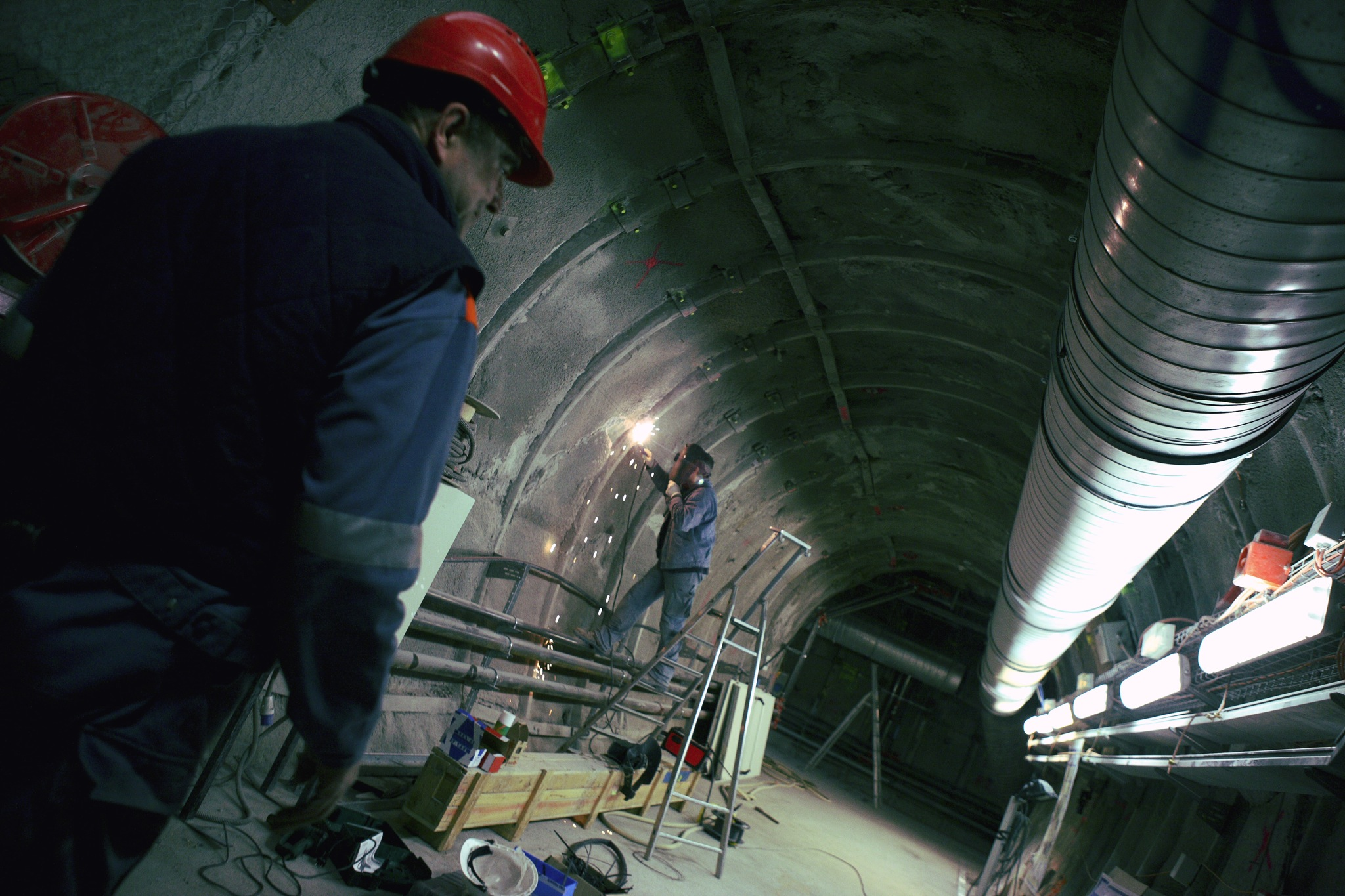
최종 지하 저장소를 위한 활발한 작업 진행 중

프랑스는 코제마 라 아그 단지와 함께 활발한 민간 핵연료 재처리 프로그램을 운영하는 몇 안 되는 국가 중 하나이다. 농축 작업, 일부 MOX 연료 제조 및 기타 활동은 트리카스탱 원자력 센터에서 이루어진다. 농축은 완전히 국내에서 이루어지며, 2010년대 초반 기체확산법에서 가스 원심분리법으로 전환하기 전까지는 트리카스탱 원자력 발전소 생산량의 3분의 2가 이를 위해 사용되었으며, 이 전환으로 효율성이 30배 증가했다. 다른 나라의 핵연료 재처리는 미국과 일본을 위해 이루어졌으며, 이들 나라는 프랑스가 달성한 것과 유사한 폐쇄형 핵연료 주기를 개발하고자 하는 바람을 표명했다. MOX 연료 제조 서비스는 다른 나라에도 판매되었는데, 특히 핵무기 해체에서 얻은 플루토늄을 사용하여 메가톤 투 메가와트 프로그램을 위해 미국에 판매되었다. 독일이 바커스도르프에 핵연료 재처리 공장을 건설하려던 계획을 취소한 후, 독일도 2005년에 단일 연료 주기로 전환하기 전까지 민간 재처리를 위해 라 아그 시설에 의존했다.
프랑스는 국내에서 핵연료 주기의 초기에 필요한 우라늄을 채굴하지 않지만, 프랑스 기업들은 우라늄 시장에서 다양한 지분을 보유하고 있다. 2014년 현재 프랑스 프로그램에 필요한 우라늄은 연간 총 8000톤이었다.:79 아레바는 캐나다, 카자흐스탄, 나미비아, 니제르의 우라늄 채굴 사업에 참여하고 있다.:236 프랑스의 여러 옛 식민지는 상당한 우라늄 매장량을 보유하고 있으며, 프랑스 기업들은 이들 국가가 독립한 후에도 여전히 많은 국가에서 활발히 활동하고 있다. CFA 프랑 국가들이 한때 프랑스 프랑에, 현재는 유로에 환율 고정되어 있기 때문에, 이들 옛 프랑스 식민지와 과거 종주국 간의 경제 관계는 여전히 강력하다.
고준위 방사성 폐기물의 최종 처분은 뫼즈/오트마른 지하 연구소 심층 처분장에서 이루어질 예정이다.

## 운영 고려사항
프랑스의 원자로는 프랑스 전력공사(EDF) 용량의 90%를 차지하므로 부하 추종 모드로 사용되며, 일부 원자로는 전력 시장이 없기 때문에 주말에는 가동을 중단한다. 이는 용량 계수가 세계 표준에 비해 낮다는 것을 의미하며, 일반적으로 70%대 후반으로, 원자력 발전소에는 이상적인 경제적 상황이 아니다.
수요가 많은 기간 동안 프랑스 전력공사는 "충분한 첨두 부하 발전 용량이 부족하여 비교적 비싼 현물 및 단기 전력 시장에 강제로 진입"하는 일이 빈번했다. 프랑스는 전열 난방에 크게 의존하고 있으며, 기존 주택의 약 3분의 1과 신규 주택의 4분의 3이 낮은 비수기 요금 때문에 전기 난방을 사용한다. 이러한 주거 난방 수요로 인해 온도가 섭씨 1도 떨어질 때마다 약 2.3 GW의 추가 전력이 필요하다. 이는 한파 동안 프랑스의 전력 수요가 급증하여, 피크 수요 시 이웃 국가들로부터 최대 용량으로 전력을 수입해야 함을 의미한다. 예를 들어, 2012년 2월 독일은 "지난주 한파 동안 프랑스에 대량으로 전력을 수출함으로써 프랑스를 구원했다".
프랑스 전력공사의 발전소 용량 약 3분의 2는 내륙에 있으며 냉각에 담수가 필요하다. 이 15개 내륙 발전소 중 11개는 증발 냉각을 사용하는 냉각탑을 가지고 있으며, 나머지는 호수나 강물을 직접 사용한다. 매우 더운 여름에는 최종 히트 싱크 (즉, 지역 강)로 방출되는 냉각수의 양과 온도에 대한 법적 제한으로 인해 발전량이 제한될 수 있다.
2008년 원자력 발전은 프랑스 최종 에너지 소비의 16%를 차지했다. 모든 산업 국가에서 흔히 볼 수 있듯이, 화석연료는 특히 운송 및 난방 부문에서 여전히 에너지 소비의 주를 이룬다.
그러나 프랑스는 다른 어떤 나라보다 전체 에너지 소비에서 원자력 발전이 차지하는 비중이 높다. 2001년 원자력 발전은 프랑스 총 에너지 소비의 37%를 차지했다. 2011년 미국 에너지 관리청에 따르면 프랑스는 약 모듈:Convert 282번째 줄에서 Lua 오류: attempt to index local 'cat' (a nil value).의 에너지를 소비했다. 그럼에도 불구하고, 광범위한 고속 철도망(전기로 운행)과 가정 난방을 위한 저항 난방 (및 일부 경우 열펌프)의 일반적인 사용으로 인해, 해당 부문의 화석 연료 사용량 또한 다른 국가에 비해 낮다. 다른 국가들은 각각 국내 항공편, 화석 연료 차량 및 화석 연료 난방에 더 많이 의존하고 있다.

### 수출입
원자력 에너지에 대한 대규모 투자는 프랑스 전력 수요가 낮을 때 전력 수출을 필요로 하거나 프랑스 시장에 저가로 덤핑하는 결과를 초래하며, 공간 난방 및 온수 난방에 전기를 사용하도록 장려한다. 독일의 에너지 전환 정책이 프랑스의 가장 인접한 인구 밀집 국가의 공급 변동성, 즉 도매 전기 가격의 변동성을 증가시키기 때문에, 프랑스는 덩켈플라우테 기간 동안 동쪽으로 막대한 양의 전력을 수출하는 경향이 있으며, 독일의 풍력 및 태양광 생산에 기상 조건이 유리할 때는 유사하게 대량의 전력을 수입한다(때로는 음수 가격으로).
프랑스는 2021년 하반기에 순수 기준으로 이웃 국가에 21.5 TWh의 전력을 수출했다. 그러나 이 나라는 추운 날씨와 원자력 발전소의 여러 차례 정전으로 인해 2021년 말에 스페인과 벨기에로부터의 수입에 의존했다.

## 사건·사고
| 날짜             | 위치              | 설명 | 비용 (백만 USD 2006) | INES 수준 |
| ---------------- | ----------------- | --- | -------------------- | --------- |
| 1969년 10월 17일 | 생로랑누앙        | 생 로랑 원자력 발전소의 한 원자로에서 우라늄 50kg이 녹기 시작했는데, 이 사건은 국제 원자력 사건 등급 (INES) '레벨 4'로 분류되었다. 2011년 3월 현재, 이는 프랑스에서 가장 심각한 민간 원자력 사고로 남아 있다. | ?                    | 4         |
| 1979년 7월 25일  | 사클레            | 사클레 BL3 원자로에서 일반 폐기물용으로 설계된 배수구로 방사능 유체가 누출되어 지역 유역으로 스며들었다. | 5                    |           |
| 1980년 3월 13일  | 생로랑누앙        | 생 로랑 A2 원자로에서 냉각 시스템 오작동으로 연료 요소가 융합되어 연료 어셈블리가 손상되고 장기간 가동 중단이 불가피했다.                                                                                     | 22                   | 4         |
| 1984년 4월 14일  | 뷔제              | 뷔제 원자력 발전소 제어 센터에서 전기 케이블이 고장나 원자로 한 기가 완전히 가동 중단되었다. | 2                    |           |
| 1986년 5월 22일  | 노르망디          | 라 아그의 재처리 공장에서 오작동이 발생하여 작업자들이 안전하지 않은 수준의 방사선에 노출되어 5명이 입원해야 했다.                                                                                            | 5                    |           |
| 1987년 4월 12일  | 생 폴 트루아 샤토 | 트리카스탱 고속 증식로에서 냉각수, 나트륨, 육불화우라늄이 누출되어 7명의 작업자가 부상을 입고 수원지가 오염되었다.                                                                                            | 50                   |           |
| 1999년 12월 27일 | 블라이스          | 예상치 못한 강풍으로 인해 블라이스 원자력 발전소가 침수되었고, 주입 펌프와 격납 안전 시스템이 침수로 고장나 비상 가동 중단되었다.                                                                             | 55                   |           |
| 2002년 1월 21일  | 망슈              | 콘덴서 부적절 설치 후 제어 시스템 및 안전 밸브 고장으로 2개월간 가동 중단됨 | 102                  | 2         |
| 2005년 5월 16일  | 카테놈            | 카테놈-2 원자력 발전소의 불량 전기 케이블로 인해 전기 터널에서 화재가 발생하여 안전 시스템이 손상되었다. | 12                   |           |
| 2008년 7월 13일  | 생 폴 트루아 샤토 | 트리카스탱 원자력 발전소: 수천 리터의 용액에 담긴 천연 우라늄 75kg이 실수로 땅에 유출되어 인근 강으로 흘러들어갔다.                                                                                           | 7                    | 1         |
| 2009년 8월 12일  | 그라벨린          | 그라벨린 원자력 발전소의 정기 연료 재장전 중 연료봉 다발이 끼어 재장전 작업이 지연되었다. | 2                    | 1         |
| 2011년 9월 12일  | 마르쿨            | 마르쿨 핵 단지 폭발로 1명이 사망하고 4명이 부상을 입었다. 이 폭발은 금속 폐기물을 녹이는 데 사용되는 용광로에서 발생했으며 원자력 사고는 아니었다.                                                            | ?                    |           |

2008년 7월, 트리카스탱 원자력 센터에서 천연 우라늄을 포함한 우라늄 용액 18,000리터(4,755갤런)가 우발적으로 유출되었다. 청소 및 수리 작업으로 인해 우라늄 용액 저장 탱크의 격납 시스템이 탱크가 채워질 때 작동하지 않아 30입방미터의 우라늄 용액이 누출되었고, 이 중 18입방미터가 땅에 유출되었다. 검사 결과 인근 가피에르(Gaffière) 강과 로종(Lauzon) 강에서 우라늄 수치가 상승한 것으로 나타났다. 땅으로 유출된 액체에는 약 75kg의 천연 우라늄이 포함되어 있었는데, 이는 중금속으로는 독성이 있지만 방사능은 미미하다. 초기 유출량 추정치는 360kg의 천연 우라늄까지 더 높았으나 나중에 하향 조정되었다. 프랑스 당국은 2주 동안 가피에르 강과 로종 강 물을 음용 및 작물 관개에 사용하는 것을 금지했다. 수영, 수상 스포츠 및 낚시도 금지되었다. 이 사건은 국제 원자력 사건 등급에서 레벨 1(이상)로 분류되었다. 첫 사고 직후, 약 100명의 직원들이 배관 고장으로 인해 미량의 방사선(연간 허용치의 1/40)에 노출되었다.
2017년 10월, 프랑스 전력공사(EDF)는 일부 파이프 구간에서 금속 두께가 얇아진 것을 발견한 후 내진 안전을 높이기 위해 20개 원자로의 화재 안전 시스템 파이프를 수리할 것이라고 발표했다. 프랑스 전력공사는 이를 국제 원자력 사건 등급에서 레벨 2(사건)로 분류했다.

## 원자력 안전
2006년, 프랑스 핵 안전 규제 기관인 원자력 안전 기관 (ASN)이 설립되었으며, 기존의 핵 안전 및 방사선 보호 총국을 대체했다.
2012년, 원자력 안전 기관은 프랑스 내 모든 원자로에 대한 대대적인 안전 업그레이드를 발표하는 보고서를 공개했다. 원자력 안전 기관의 보고서는 냉각수 또는 전력 손실이 최악의 경우 몇 시간 내에 원자로 용융을 초래할 수 있다고 명시하고 있다. 또한 '스트레스 테스트'에서 발견된 많은 단점을 나열하고 있는데, 이 테스트에서 일부 발전소의 안전 측면이 기존 표준을 충족하지 못하는 것으로 나타났다. 이제 모든 발전소에 대해 마지막 수단 안전 시스템 세트를 건설하도록 요구할 것인데, 이 시스템은 발전소 자체가 견디도록 설계된 것보다 더 극한의 지진, 홍수 및 기타 위협에 견딜 수 있도록 강화된 벙커에 보관될 것이다. 또한 핵 사고에 대처하도록 특별히 훈련되어 몇 시간 내에 모든 현장에 배치될 수 있는 엘리트 부대를 창설하자는 프랑스 전력공사의 제안을 채택할 것이다. 이 두 가지 조치는 모두 후쿠시마 원자력 발전소 사고에 대한 대응이다.

### 지진 활동

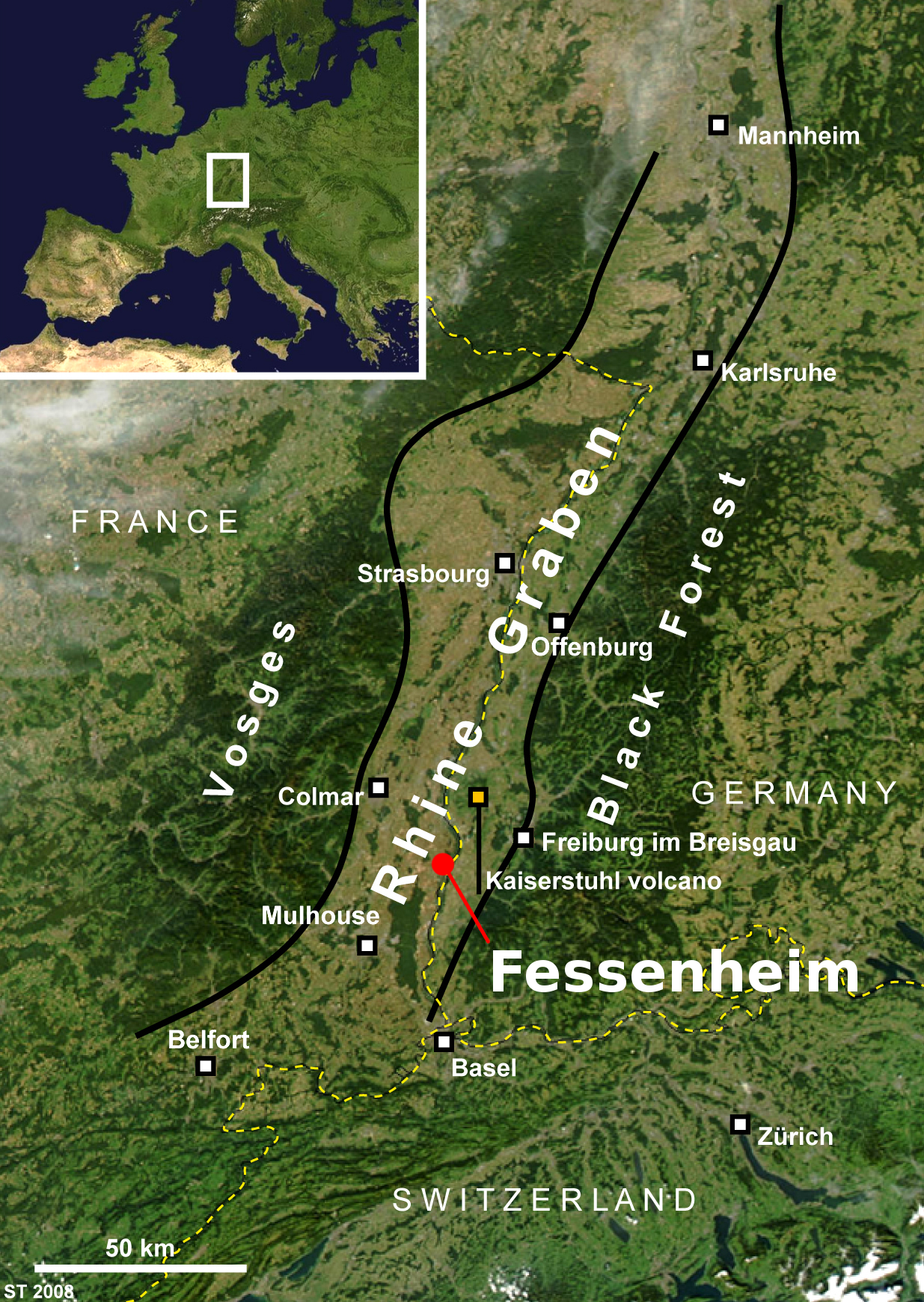
라인열곡에 위치한 페스앙임 원자력 발전소의 위치는 1356년 바젤 지진을 일으킨 단층 근처에 있어 우려를 낳고 있다.

2011년 후쿠시마 제1 원자력 발전소 사고 이후, 프랑스의 지진 활동 관련 위험에 대한 관심이 높아졌으며, 특히 페스앙임 원자력 발전소에 대한 관심이 집중되었다.
프랑스의 일반적인 지진 위험은 5점 척도로 분류되는데, 1단계는 매우 낮은 위험, 5단계는 '매우 강한' 위험 지역이다. 프랑스 본토에서 가장 위험한 지역은 4단계 '강함'으로 분류되며, 피레네산맥, 알프스산맥, 오랭주 남부, 테리투아르 드 벨포르 및 두의 일부 코뮌에 위치한다. 새로운 지역 분류 지도가 2011년 5월 1일에 발효되었는데, 이는 많은 지역의 등급을 크게 상향 조정한다. 카다라슈 핵 연구 시설의 주요 핵 연구 시설은 1909년 람베스크 지진을 일으킨 단층 근처의 4단계 지역에 위치하며, 마르쿨 연구 센터와 트리카스탱, 크루아, 생알방, 뷔제, 페스앙임 ( 1356년 바젤 지진을 일으킨 단층 근처)의 원자력 발전소는 모두 3단계 내에 있다. 추가로 6개의 발전소가 2단계 내에 위치한다.
원자력 발전소의 지진 위험을 평가하는 현재의 절차는 방사선 방호 및 핵 안전 연구소에서 발행한 RFS 2001-01 기본 안전 규정(Règle Fondamentale de Sûreté)에 명시되어 있으며, 이는 더 상세한 지진 구조론적 구역을 사용한다. RFS 2001-01은 1981년에 발행된 RFS I.2.c를 대체했지만, 부지 근처에서 '역사적으로 알려진' 가장 강한 지진에 주로 의존하는 결정론적 평가(확률론적 접근 대신)를 계속 요구한다는 비판을 받았다. 이는 지질학적 시간 규모에서 기록 기간이 짧고, 지진계 사용 이전에 발생한 지진의 특성을 평가하기 어렵고, 역사적 기록 이전에 발생한 모든 지진의 존재를 식별하기 어렵다는 문제로 이어지며, 궁극적으로 단일 지진 시나리오에 의존하게 된다. 다른 비판으로는 평가 방법에서 스펙트럼 가속도 대신 강도를 사용하는 것이 포함되는데, 이는 다른 곳에서는 흔히 사용되지 않는다.

## 여론

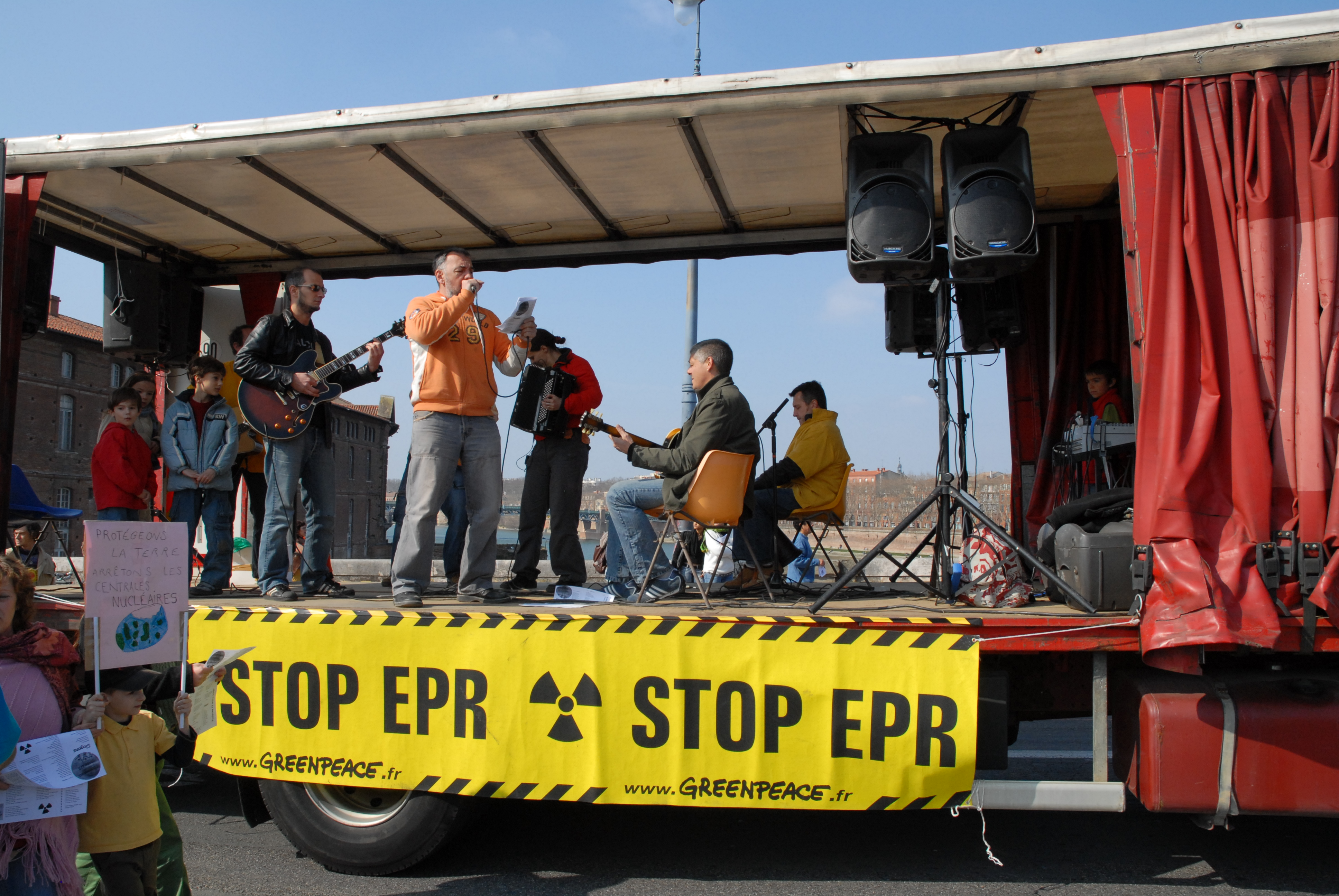
새로운 프랑스 원자력 발전소 건설에 반대하는 그린피스 시위 (2007년 3월)

2011년 후쿠시마 제1 원자력 발전소 사고 이후, 3월 말 실시된 OpinionWay 여론조사에서는 프랑스 인구의 57%가 프랑스의 원자력 에너지에 반대하는 것으로 나타났다. 사고 발생 며칠 후 실시된 TNS-Sofres 여론조사에서는 55%가 원자력 발전에 찬성하는 것으로 나타났다. 2006년 영국방송공사/글로브스캔 여론조사에서는 프랑스인의 57%가 원자력 에너지에 반대하는 것으로 나타났다.
2001년 5월, 입소스(Ipsos) 여론조사에서는 인구의 거의 70%가 원자력 발전에 대해 '긍정적인 의견'을 가지고 있었지만, 56%는 원자력 발전소 근처에 살고 싶어 하지 않았고, 같은 비율로 프랑스에서 '체르노빌과 같은 사고'가 발생할 수 있다고 생각했다.
같은 입소스 여론조사에서는 50%가 원자력 발전이 온실 효과 문제를 해결하는 가장 좋은 방법이라고 생각했고, 88%는 이것이 원자력 발전을 계속 사용하는 주요 이유라고 생각했다.
역사적으로 입장은 대체로 호의적이었으며, 인구의 약 3분의 2가 원자력 발전을 강력히 지지했고, 골리스트, 사회당, 공산당도 모두 찬성했다.
1997년 시보 원자력 발전소 건설 당시 지역 사회에서 환영받았다고 주장되었다. 대중적 지지에 대한 다양한 이유가 언급되었다. 국가 독립감과 외국 석유 의존도 감소, 온실가스 감축, 그리고 대규모 기술 프로젝트(이러한 발전소에서 전력을 공급받는 TGV 고속선 및 콩코드와 같은)에 대한 문화적 관심.

### 반핵 운동

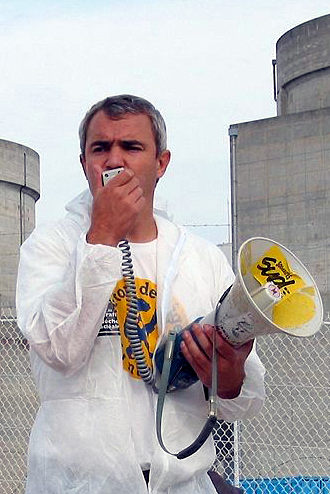
블라이스 원자력 발전소 앞의 스테판 롬

1970년대, 프랑스에서는 시민 단체와 정치 행동 위원회로 구성된 반핵 운동이 등장했다. 1975년부터 1977년 사이에 약 17만 5천 명이 10차례의 시위에서 원자력에 반대하는 시위를 벌였다.
1982년 1월 18일, 스위스 환경 운동가 샤임 니심은 건설 중이던 슈퍼페닉스 원자력 발전소에 로켓 5발을 발사했다. 로켓은 미완성된 격납 건물에 발사되어 손상을 입혔지만, 원자로의 빈 코어는 맞지 않았다.
2004년 1월, 최대 15,000명의 반핵 시위대가 파리에서 차세대 원자로인 유럽형 가압수형 원자로 (EPR)에 반대하는 행진을 벌였다. 2007년 3월 17일, Sortir du nucléaire가 주최한 동시 시위가 프랑스 5개 도시에서 EPR 발전소 건설에 반대하여 벌어졌다.
일본의 2011년 후쿠시마 원전 사고 이후, 수천 명의 시위대가 프랑스 전역에서 반핵 시위를 벌이며 원자로 폐쇄를 요구했다. 시위대의 요구는 프랑스가 가장 오래된 원자력 발전소인 페스앙임을 폐쇄하는 데 초점을 맞췄다. 많은 사람들이 프랑스에서 두 번째로 강력한 카테놈 원자력 발전소에서도 시위를 벌였다.
2011년 11월, 수천 명의 반핵 시위대가 프랑스에서 독일로 향하는 방사성 폐기물 운반 열차를 지연시켰다. 많은 충돌과 방해로 인해 이 운송은 1995년 연례 방사성 폐기물 운송이 시작된 이래 가장 느린 운송이 되었다. 또한 2011년 11월, 프랑스 법원은 원자력 대기업 프랑스 전력공사에 그린피스를 스파이한 혐의(그린피스 컴퓨터 시스템 해킹 포함)로 150만 유로의 벌금을 부과하고 고위 직원 2명을 투옥했다. 그린피스는 50만 유로의 손해배상금을 받았다.
후쿠시마 원전 사고 1주년이 되는 날, 프랑스 반핵 시위 주최자들은 6만 명의 지지자들이 리옹에서 아비뇽까지 230킬로미터에 달하는 인간 사슬을 형성했다고 주장했다. 오스트리아 총리 베르너 파이만은 유럽 연합이 원자력 발전을 포기하는 것을 목표로 2012년에 최소 6개 유럽 연합 국가에서 반핵 청원 운동이 시작될 것으로 예상했다.
2014년 3월, 경찰은 트럭을 이용해 보안 장벽을 뚫고 프랑스 동부 페스앙임 핵 발전소에 진입한 그린피스 시위대 57명을 체포했다. 활동가들은 반핵 배너를 걸었지만, 프랑스 원자력 안전 당국은 발전소 보안이 침해되지 않았다고 밝혔다. 올랑드 대통령은 2016년까지 페스앙임을 폐쇄하겠다고 약속했지만, 플라망빌 3호기의 완공 지연으로 인해 폐쇄가 연기되었고, 페스앙임은 마침내 2020년 6월에 폐쇄되었다.

### 친핵 운동
원자력의 목소리 (Voix du Nucléaire).

## 환경 영향

프랑스의 핵폐기물 시설

2007년 아레바 NC는 원자력 발전에 대한 의존 덕분에 프랑스의 kWh당 탄소 배출량이 독일과 영국의 1/10 미만이며, 원자력 발전소가 없는 덴마크의 1/13 수준이라고 주장했다. 질소 산화물과 이산화 황 배출량은 20년 동안 70% 감소했으며, 같은 기간 총 전력 생산량은 3배 증가했다.
환경적 또는 건강적 감독 없이 이루어질 경우, 전통적인 우라늄 채굴은 대량의 채굴 광미와 오염된 물을 생성할 수 있지만, 2010년 현재 전 세계 우라늄 공급의 약 절반은 기존의 물리적 채굴이 필요하지 않으며 책임감 있게 운영될 경우 상당히 더 깨끗한 제자리 회수 (ISR) 기술을 통해 점점 더 많이 생산되고 있다. ISR의 또 다른 대안은 원격 제어 지하 채굴이다. 프랑스 소유의 아레바 캐나다 자원은 캐나다 맥아더 강 우라늄 광산의 대규모 지분을 소유하고 있으며, 이 광산은 세계에서 가장 고품질이고 생산량이 많은 우라늄 광산이다. 이 광산의 지하 원격 조작 채굴 차량 운영은 미립자 및 라돈 가스 등에 대한 인력 노출을 낮게 유지하도록 설계되었다. 이 광산은 캐나다에서 매년 가장 안전한 광산에 수여되는 존 T. 라이언 국가 안전 트로피 상을 자주 수상하고 있다.
주미 프랑스 대사관에 따르면 핵분열 전기는 "석탄이나 가스 발전과 달리 310억 톤의 이산화탄소 배출을 방지하여 프랑스를 OECD 내에서 탄소 배출량이 가장 적은 국가로 만드는 데 도움이 된다." 또한, 사용후핵연료 재활용 덕분에 프랑스의 핵분열 발전소는 연간 거주자당 10g의 "방사성 폐기물"을 생산하며, 이는 주로 핵분열 생성물 및 기타 안전과 관련된 고체 방사성 동위 원소들이다.
프랑스 환경 운동가 브뤼노 콩비는 1996년에 환경주의자들의 핵 에너지 지지 단체를 설립했으며, 2005년에 "잘 관리된다면 핵 에너지는 매우 깨끗하고, 대기 오염 가스를 생성하지 않으며, 폐기물도 거의 생산하지 않고, 온실 효과에도 기여하지 않는다"고 말했다.

### 대기 오염

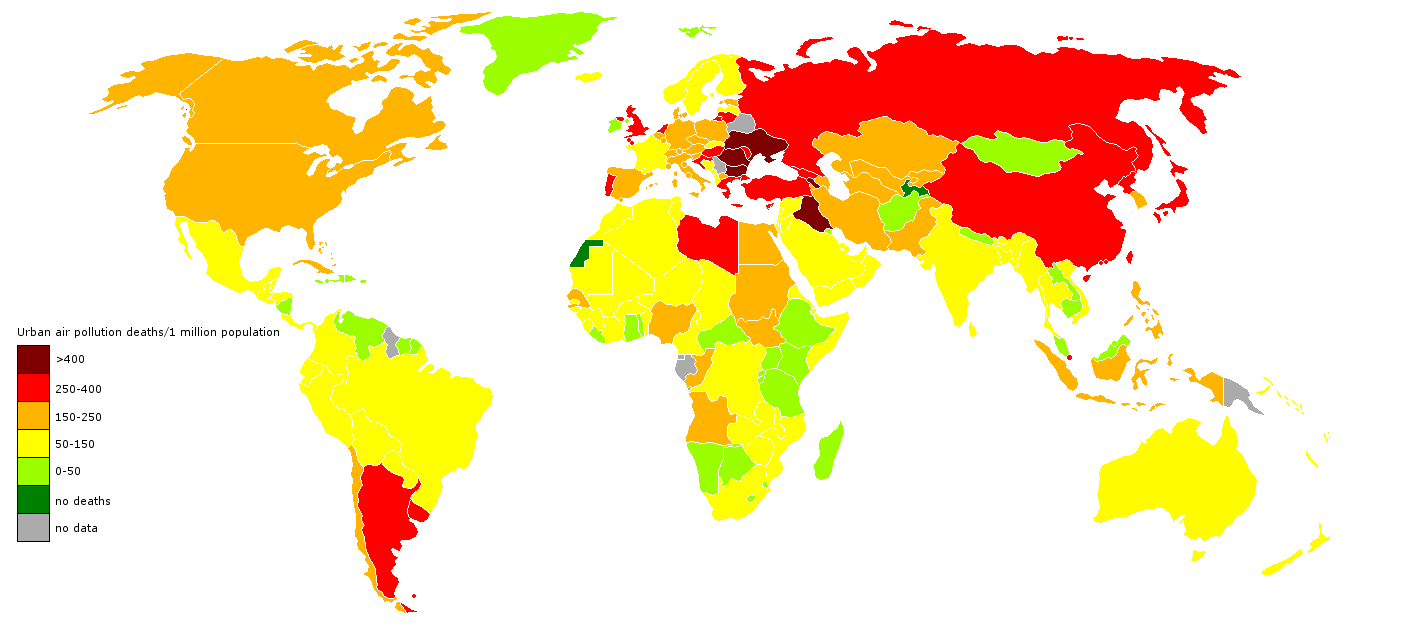
2004년 대기 오염으로 인한 사망자 수. 독일, 스페인, 이탈리아 등 인접 국가들과 비슷한 수준의 산업 활동과 도시 거주에도 불구하고, 프랑스는 다른 모든 유럽 본토 국가에 비해 연간 대기 오염으로 인한 사망자 수가 적다.

당시에는 큰 관심사가 아니었지만, 메스메르 계획은 대기 오염 감소와 인구 밀집 산업 국가 중 전력 단위당 이산화탄소 배출량이 가장 낮은 수준으로 이어졌다. 또한, 국내 교통을 항공에서 (전기로 움직이는) TGV로 전환한 것도 이러한 목표 달성에 도움이 되었다.
독일, 이탈리아, 영국 등 이웃 국가와 달리 프랑스는 저렴한 원자력 덕분에 전력이나 가정 난방에 화석연료와 바이오매스에 크게 의존하지 않는다.
프랑스의 대기 오염은 주로 자동차에서 발생하며, 소수는 독일에서 바람에 의해 유입된다.
매년 독일의 석탄 화력 발전소는 국내에서 1,860명, 해외에서 약 2,500명의 조기 사망의 원인이 되는 것으로 추정된다.

### 전기차
전기차의 내연기관 차량 대체가 증가함에 따라, 프랑스의 비교적 저렴한 피크 및 비피크 전기 요금은 강력한 고객 인센티브로 작용하여 전기차 보급 속도를 가속화할 수 있다. 이는 현재 상대적으로 저렴한 원자력 전력의 과잉으로 인식되는 것을 자산으로 전환시킬 것이다. 왜냐하면 전기차 충전소에 대한 수요가 점점 더 일반화되기 때문이다.
프랑스의 매우 저탄소 전력 전력망 덕분에 프랑스 전력망에서 전기차를 충전할 때 발생하는 이산화탄소 배출량은 주행 거리 1km당 12g이다.
이는 가장 성공적인 하이브리드 전기차 중 하나인 토요타 프리우스의 직접 배출량과 비교했을 때 우수하다. 토요타 프리우스는 주행 거리 1km당 105g이라는 더 높은 탄소 배출량을 발생시킨다.

## 핵융합 연구

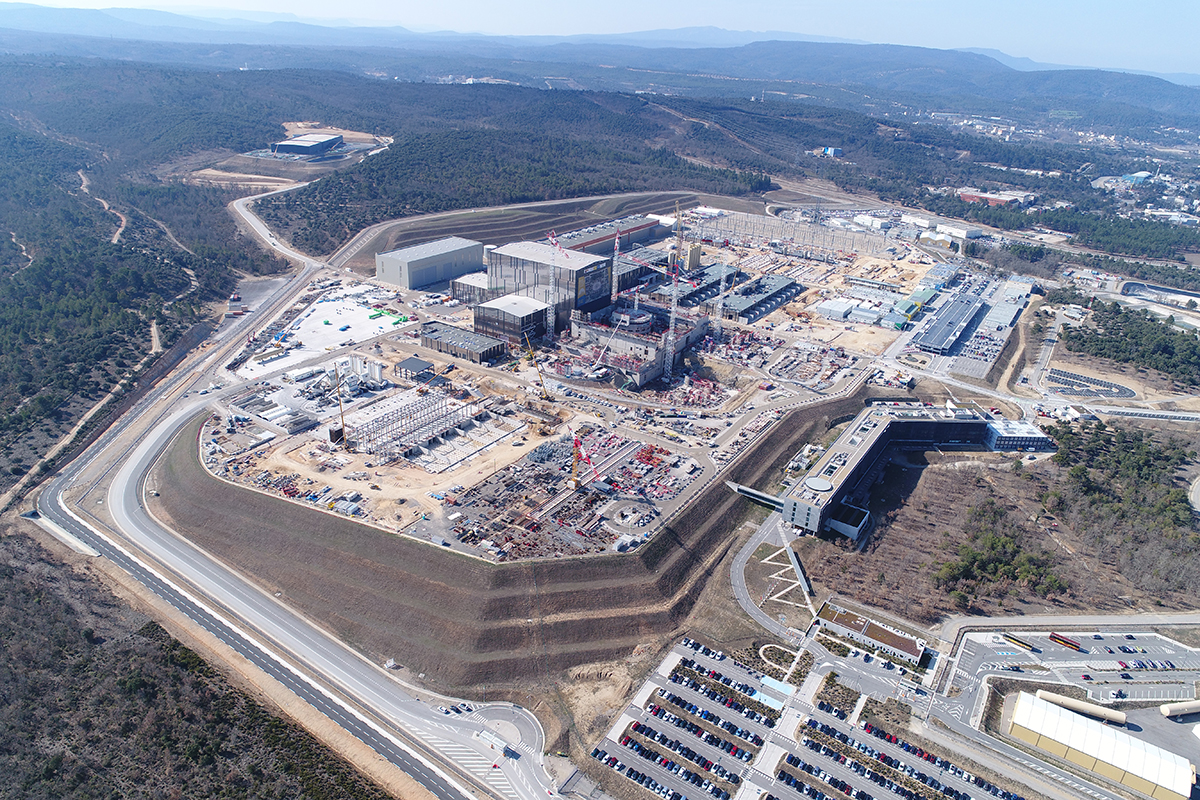
2018년 ITER 부지의 항공 사진

핵융합 프로젝트인 ITER는 프랑스 남부에서 세계에서 가장 크고 진보된 실험용 토카막 핵융합 원자로를 건설 중이다. 유럽 연합 (EU), 인도, 일본, 중화인민공화국, 러시아, 대한민국, 미국의 협력으로 진행되는 이 프로젝트는 플라스마 물리학의 실험적 연구에서 전기를 생산하는 핵융합 발전소로의 전환을 목표로 한다. 2005년, 그린피스는 ITER에 대한 정부 자금 지원을 비판하는 보도 자료를 발표하며, 이 자금을 재생 가능 에너지원으로 전환해야 하며 핵융합 에너지가 핵폐기물 및 핵무기 확산 문제를 야기할 것이라고 주장했다. 약 700개의 반핵 단체를 포함하는 프랑스 협회인 Sortir du nucléaire (핵 에너지에서 벗어나자)는 과학자들이 핵융합 과정에 사용되는 고에너지 중수소와 삼중수소를 조작하는 방법을 아직 알지 못하기 때문에 ITER가 위험하다고 주장했다. 대부분의 반핵 단체에 따르면 핵융합 발전은 "아직도 먼 꿈"이다. 세계 원자력 협회는 핵융합이 "아직까지 극복할 수 없는 과학적, 공학적 난제"를 안고 있다고 말한다. ITER 시설 건설은 2007년에 시작되었지만, 이 프로젝트는 많은 지연과 예산 초과에 직면했다. 이 시설은 이제 2027년까지 가동을 시작하지 않을 것으로 예상되며, 이는 처음 예상했던 것보다 11년 늦은 것이다.

## 같이 보기
- 프랑스의 원자로 목록
- 프랑스의 정치
- 원자력 정책
- 세바스티앵 브리아의 죽음
- 세계 원자력 산업 현황 보고서
- 프랑스 군사 핵 프로그램의 역사
- 프랑스의 우라늄 채굴
- 프랑스의 핵폐기물 관리

## 더 읽어보기
- Gabrielle Hecht, includes afterword by Hecht, foreword by 미셸 칼롱, The Radiance of France: Nuclear Power and National Identity after World War II (Inside Technology series), The MIT Press, New Edition (31 July 2009), trade paperback, 496 pages, ISBN 978-0262582810.
  - Hardcover (lacks both the foreword and afterword that are in the trade paperback New Edition), The MIT Press; 1st edition (29 September 1998), ISBN 978-0262082662.
- Boiteux, Marcel, Haute Tension, Odile Jacob, 틀:EAN